# Tratado del mar de Timor

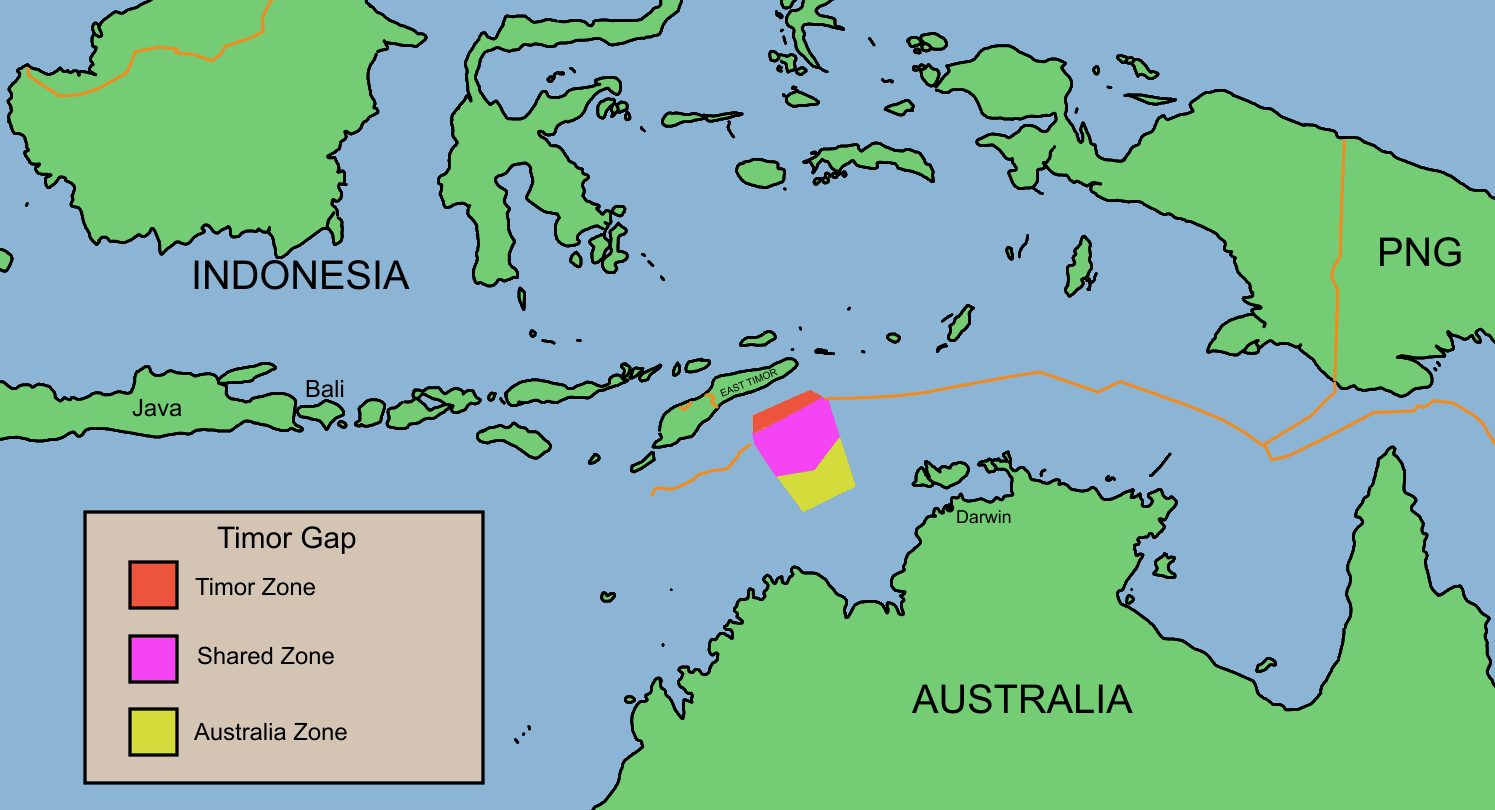
La brecha de Timor

El tratado del mar de Timor, formalmente conocido como el Tratado del Mar de Timor entre el Gobierno de Timor Oriental y el Gobierno de Australia, fue un instrumento jurídico bilateral suscrito entre Australia y Timor Oriental  para regular la exploración petrolera del mar de Timor entre los dos países, sentando los fundamentos para la gestión de las reservas energéticas del rico yacimiento denominado Greater Sunshine, ubicado en el mar de Timor, que contiene petróleo y gas por un estimado superior a los 40 mil millones de dólares.

## Historia
El tratado fue firmado en Dili, capital de este último, el 20 de mayo de 2002, día en que Timor Oriental logró su plena independencia del gobierno provisional de las Naciones Unidas.  Los signatarios del tratado fueron el entonces primer ministro australiano John Howard y su homólogo de Timor Oriental en ese momento Mari Alkatiri. Entró en vigor el 2 de abril de 2003, después de un intercambio de notas diplomáticas y fue retroactivo al 20 de mayo de 2002. El tratado debía durar 30 años desde el día en que entró en vigor o cuando se pudo establecer un límite en el fondo marino, lo que fuera que ocurriese primero. Sin embargo, con la firma posterior del Tratado sobre Ciertas Disposiciones Marítimas en el mar de Timor (CMATS, por sus siglas en inglés) en 2007, el período de validez del Tratado del Mar de Timor se amplió hasta 2057, fecha en que también expira la validez del CMATS.
El Tratado del mar de Timor estipula el intercambio del producto del petróleo encontrado en un área acordada de los fondos marinos, denominada Área Conjunta de Desarrollo del Petróleo, y no determina la soberanía ni el límite marítimo entre los dos países. El tratado declara expresamente que se mantiene el derecho de cualquiera de los dos países a reclamar la parte superpuesta del lecho marino. En 2016, sin embargo, tras un recurso de conciliación presentado por Timor Oriental ante la Convención de las Naciones Unidas sobre el Derecho del Mar, esta se declaró competente para mediar en el establecimiento definitivo de las fronteras marítimas entre ambos países, tomando como antecedente base el tratado del mar de Timor, proceso iniciado el año siguiente.

## Efectos
El tratado reemplaza el Tratado de la Brecha de Timor, que se había firmado entre Australia e Indonesia el 11 de diciembre de 1989, y que dejó de ser válido una vez que el territorio de Timor Oriental dejó de ser una provincia de Indonesia. Virtualmente, coloca a Timor Oriental en el lugar de Indonesia en ese tratado, pero con algunas diferencias, siendo la más significativa que este último solo crea un Área Conjunta de Desarrollo del Petróleo, con Timor Oriental obteniendo el 90% y Australia el 10% de los ingresos derivados del área. El primero creó tres zonas, con los ingresos de la Zona de Cooperación del medio divididos equitativamente entre los dos países.